# Oreobates sanctaecrucis
Espèce
Synonymes
- Ischnocnema sanctaecrucis Harvey & Keck, 1995

Statut de conservation UICN

 LC  : Préoccupation mineure
Oreobates sanctaecrucis est une espèce d'amphibiens de la famille des Craugastoridae.

## Répartition
Cette espèce est endémique du centre de la Bolivie. Elle se rencontre entre 1 000 et 2 150 m d'altitude dans les départements de Santa Cruz et de Cochabamba.

## Étymologie
Son nom d'espèce lui a été donné en référence au lieu de sa découverte, le département de Santa Cruz.

## Publication originale
- Harvey & Keck, 1995 : A new species of Ischnocnema (Anura: Leptodactylidae) from high elevations in the Andes of central Bolivia. Herpetologica, vol. 51, no 1, p. 56-66.